# یوسیپ استانیشیچ
جوزپ استانیشیچ (زاده ۲ آوریل ۲۰۰۰ در مونیخ) یک بازیکن فوتبال دورگه آلمانی و کروات است که برای باشگاه فوتبال بایرن مونیخ در بوندس‌لیگا بازی می‌کند.
وی در جام جهانی فوتبال ۲۰۲۲ به همراه تیم ملی فوتبال کرواسی به مقام سومی جهان دست یافت.